# Peter Berben
Peter Berben (Neerpelt, 29 mei 1941 – Leuven, 26 april 2018) was een Belgisch volksvertegenwoordiger.

## Levensloop
Berben werd advocaat aan de Balie van Hasselt en was vervolgens notaris in Neerpelt. Van 1982 tot 2002 was hij ook voorzitter van het Europees Muziekfestival voor de Jeugd.
Voor de PVV werd hij in 1988 verkozen tot gemeenteraadslid van Neerpelt, wat hij bleef tot in 2006. Ook zetelde hij van december 1987 tot mei 1995 voor het arrondissement Tongeren-Maaseik in de Kamer van volksvertegenwoordigers.
In de periode februari 1988-mei 1995 had hij als gevolg van het toen bestaande dubbelmandaat ook zitting in de Vlaamse Raad. De Vlaamse Raad was vanaf 21 oktober 1980 de opvolger van de Cultuurraad voor de Nederlandse Cultuurgemeenschap, die op 7 december 1971 werd geïnstalleerd, en was de voorloper van het huidige Vlaams Parlement.